# 제762해군항공대
제762해군항공대(第七六二海軍航空隊)는 일본 제국 해군의 부대 중 하나이다. 필리핀, 타이완, 오키나와 방위의 주력 폭격기 부대로 태평양 전쟁 막바지에 초계, 폭격, 습격 임무를 맡았다. 통칭 ‘아키라’(輝) 부대, ‘T 공격부대’로 운용되었다.

## 연혁

### T 공격 부대
1943년 중반부터 제1항공함대의 재건과 기지 항공대의 내실화를 목표로 다수의 해군 항공대가 조직되었다. 762 항공대도 그 중 하나로, 1944년 2월 15일 본부를 신주 항공 기지로 하여 부대를 창설하였다. 제1항공함대는 제62 항공전대로 편입되었다. 2월 19일 761항공대에서 폭격 교육을 받은 육군 비행 제98전대가 편입되어 폭격 교육을 계속했다. 전쟁의 상황이 악화되자 5월 5일자로 연합함대의 부속 항공대로 편입되었다. 그러나 이들은 아호작전에 투입하지 않고 훈련을 거듭했다. 1944년 6월 15일 제2항공함대의 편제에 따라 721 항공대에 편입되었다. 아호작전 실패로, 필리핀 전선에 투입할 수 있도록 재편하였고, 7월 10일 제522 해군항공대, 제524 해군항공대, 제541 해군항공대를 762항공대로 일원화했다. 그러나 이전 522, 524, 541 항공대는 신기종의 은하와 혜성을 주력으로 삼았기 때문에 장비 조달과 조정사 양성이 지연되면서, 실용화가 크게 늦어졌다. 또한 육군 항공대에서 비행 제7전대, 비행 제98전대가 762항공대의 작전 지휘 하에 편입되었다.
아호작전 이후 미일의 항공 전력은 더욱 차이가 나게 되었고, 일본이 미국에 대항하기 위해서는 적의 의표를 찌르는 특단적인 대책을 세워 활로를 마련해야 했다. 일본의 항공기는 미국의 항공모함군에 도달하기 전에 레이다와 교묘하게 연계된 전투기에 포착되어, 목적지에 도착해서도 대공포의 막강한 저항을 받았다. 또한 일본은 항공기 생산 능력, 비행사의 숙련도에서 전투기 부대의 증강 실효성에 자신감이 부족했다. 그래서 예상한 작전 장면(일본 본토, 대만, 필리핀, 류큐 열도)는 태풍이 자주 발생하는 경로였으며, 예상되는 적의 공격 시기도 과거의 통계에서 10일부터 주에 한 번씩 태풍이 발생하는 시기였다. 기회가 오면 높은 정확도를 나타내는 태풍에 의한 악천후로 해수면이 거칠어져서 미군은 전투기의 출격을 하지 않고, 대공포의 저항도 덜 받을 수 있어서 적의 허를 찌를 수 있기 때문에 군사령부 작전과 항공부원 겐다 미노루 중좌에 의해 T 공격 부대가 제안되었다. ‘T’는 ‘태풍’(Typhoon)의 두문자어라는 말도 있었지만, 당시 군령부의 참모 스즈키 에이지로에 따르면 부대의 주요 공격 어뢰이기 때문에 ‘어뢰’(Torpedp)의 머리글자라고 했다. 쇼호작전에서 제2항공함대 지휘 하에 T 공격 부대도 참가해서, 제6기지항공부대 전투 과정에서 야간, 악천후를 타서 하는 공격은 T 공격 부대가 핵심이 되는 대기동부대 전법의 핵심으로 기대를 모으고 있었다.
군사령부의 정책으로 겐다의 의견이 채택된 공격은 적의 활동이 부족한 야간공격과 악천후로 출발 어려운 주간 2개로 결정하고, 다음의 조치를 요구하였다.
1. 숙련된 조종사를 중심으로 우수한 젊은 조종사를 추가 편성한다.
2. 새로운 장비, 새로운 무기를 우선 지급한다.
3. 특수 기상관측팀을 구성한다.
4. 전시 구성에서 각 항공함대에 편입시켜 작전 수행에서 항공대 출신의 젊은 지휘관이 통합 지휘를 맡는다.
1944년 7월 23일 도상 훈련에서 군사령부는 T 공격 부대 기획안을 밝혔다. 그 내용은 다음과 같았다. 태풍을 이용한 공격을 취지로 하고, 기회가 없으면 야간 공격을 실시한다. 부대의 목표 전과는 서섹스급 항공모함 10척 격파하는 것이었다. 편성은 비행대에 다른 전속 기상반을 설치하는 것이었다. 8월말까지 운용이 가능하도록 훈련을 실시하며, 자전 전투기 전화를 계획하고 진행한다. 구현을 위해 통신 시설의 강화가 필요하므로 중앙 각 항공함대와 각 기지 사이에 유선 통신을 설치해야 하며 각 부대의 통신 확보 조치를 취할 것. 기상반에 기상 관측선, 무인관측선, 라이덴 측정기를 배치한다. 어뢰 두부(V두부), 로켓폭탄 (T철물) 등의 새로운 무기도 사용한다. 수색 작전에서도 레이다는 필수 탑재 무기이며, 개량하고 중시한다. 결전 전에 적용을 고려하며, 존재 기간은 실적에 따라 달라질 수 있다.
한편, 이 도상 훈련에서 제2항공함대에서 주간 공격, 황혼 공격, T 공격 부대에 의한 야간 공격 등 3개의 공격 부대를 조합하여 상황 1에서 상황 4까지 정해진 상황에 따라 그 중 하나를 적용하는 전법을 제시하였다. 이것은 나중에 제6기지 항공부대가 규정한 전투 방법으로 발전한다. 이 두 항공모함이 보여준 작전수행 과정은 수색의 결과 이외에도 작전지도, 전과보고 손해 등 포르모사 항공전과 유사한 내용이었다.